# Петренко Григорій Володимирович
Григорій Володимирович Петренко (рум. Grigore Petrenco; *17 січня 1980, Кишинів) — молдовський політик українського походження, депутат Парламенту Молдови (2005-2014), віце-спікер Парламенту Молдови (2009). Голова партії «Червоний блок». Пропагує гібридні комуністичні ідеї, співпрацює із сепаратистами Гагаузії. Керівник проекту створення «Молдовських громад в Румунії». 

## Життєпис
За освітою економіст. Вступив до Партії комуністів Республіки Молдова, був обраний першим секретарем Комуністичної Спілки Молоді Молдови. Член Політичної виконкому ЦК ПКРМ.
На парламентських виборах 2005 обраний депутатом парламенту за списками Партії комуністів Республіки Молдова. На цій посаді був обраний головою парламентської комісії із зовнішньої політики і європейської інтеграції.
З 16 квітня 2007 є представником Республіки Молдова в Парламентській Асамблеї Ради Європи. Володіє англійською, румунською та російською мовами.
Разом з Іриною Влах Петренко є членом Виконавчого бюро Об'єднаних Європейських Лівих (комуністична більшість), в якому був обраний на II-му з'їзді, в Празі, 24 листопада 2007, в тому числі і Педро Марсет, Антоні Барбара, Ангел Томас, Хав'єр Алькасар, Ізабель Лопез Аулестія, Хосе Луїс Центелла і Майте Мола (Іспанія), Жан-Франсуа Гау і Крістін Мендельсон (французька компартія), Ніколь Кахен і Пол Маркус (бельгійська ПК), Бріджит Бертосоз і Норберто Кривелли (Швейцарія), Лотар Биски, Крістіан Рейманом і Гельмут Шольц (Німеччина), Вальтрауд Фрітц-Клакл і Гюнтер Хопфгартнер (австрійська компартія), Граціелла Масчіа і Фабіо Амато (Італія), Анамарія Келою і Симион Сомаку (Партія соціалістичного альянсу Румунії), Ласло Купи і Ласло Сабо (Угорщина), Мирослава Хорнікова і Іржі Худечек (Чехія), Енн Їхала і Катрін Сеппо (Естонія), Стеліос Паппас і Анастасія Теодоракопулос (Греція), Фунда Екір і Тайфун Матер (Туреччина).
2007 Петренко керував проектом російських спецслужб з організації «Молдовських громад в Румунії» - вони мали виділити румунів молдовського походження та політизувати цю крайову ідентичність. Румунська влада заборонила діяльність групи провокаторів Петренка, окремий суд відбувся у Пашканах (номер справи 4094/866 / 2007).
Опублікувавши дане рішення, Петренко, ґрунтуючись на тому, що в Європі (і в міжнародному праві), слово «національність» означає «громадянство», почав політичну кампанію, в якій звинувачав Румунію, що не визнає молдаванам (або родом з Молдави) конституційне право асоціюватися.
26 червня 2008 Петренко представив перед Комітетом міністерств закордонних справ Європейського союзу питання під номером 551, пов'язане з «відмовою румунської влади визнавати право молдаван на національну ідентичність» (документ під номером 11668).
З 12 травня по 28 серпня 2009 Петренко займав посаду Заступника Голови Парламенту Республіки Молдова.
З 2013 обіймає посаду віце-голови Об'єднаних Європейських Лівих.
12 жовтня 2014 Григорій Петренко був виключений з Партії комуністів після того, як пред'явив звинувачення на адресу партійного лідера Владимира Вороніна в зраді перед членами партії, оскільки той "продав партію бізнесменові" з сумнівною репутацією, першому віце-голові Демократичної партії Молдови Володимиру Плахотнюку. Петренко заявив, що буде балотуватися за списками партії «Patria» на чолі із скандальним російським протеже Ренато Усатим. Партію зняли з виборів за рішенням суду - за підозрою у фінансуванні партії спецслужбами Російської Федерації. 
З 7 березня 2015 Петренко очолив політичну партію «Наш дім — Молдова», незабаром перейменовану в «Червоний блок».
Був кандидатом на посаду генерального примара Кишинева на виборах 2015. Набрав 0,21 % голосів.
22 червня 2015 Петренко було присвоєно звання «почесного члена Парламентської Асамблеї Ради Європи».
Григорій Петренко одружений з 28 червня 2003 року. Його дружина, Лілія, народилася 12 листопада 1982. Вона є представником Make-up Atelier Paris — майстерні, яка об'єднує найкращих візажистів з усього світу.
Григорій і Лілія виховують двох синів — Артура і Давида.